# Norra Lidingöbanan
Маршрут Северный Лидингэ (швед. Norra Lidingöbanan) - закрытый маршрут в 1967 из-за того что обслуживающяя компания закрылась. Построен на 9 лет раньше чем соседний маршрут Södra Lidingöbanan, маршрутный номер 20 связывал Ropsten с северной частью Lidingö.